# Karl Gerfried Müller
Karl Gerfried Müller (* 13. April 1957 in Villach) ist ein österreichischer Politiker (SPÖ) und Finanzbeamter. Müller war von 1994 bis 1999 Abgeordneter zum Nationalrat.

## Ausbildung und Beruf
Müller besuchte von 1963 bis 1968 die Volksschule Arriach und danach bis 1972 die Hauptschule Landskron. Nach der Absolvierung der Handelsschule in Villach zwischen 1972 und 1975 trat Müller 1976 in den Dienst des Finanzamtes Villach ein und leistete zwischen 1977 und 1978 den Präsenzdienst ab. Müller legte 1990 die Beamtenaufstiegsprüfung ab und war von 1993 bis 2019 als Betriebsprüfer des Finanzamtes Villach tätig. Während seiner politischen Tätigkeit als Nationalrat war Müller zwischen 1994 und 1999 karenziert. 

## Politik
Müller war zwischen 1985 und 1990 Gemeinderat in Arriach und danach bis 1991 Mitglied des Gemeindevorstandes. Von 1991 bis 2015 war Müller Bürgermeister seiner Heimatgemeinde. Im Jahr 2015 hat er für die Funktion des Bürgermeisters nach 24 Jahren nicht mehr kandidiert. Neben seinem lokalpolitischen Engagement hatte Müller von 1995 bis 1998 auch das Amt des Bezirksparteivorsitzenden der SPÖ Villach inne und vertrat die SPÖ vom 7. November 1994 bis zum 28. Oktober 1999 im Nationalrat.

## Sonstiges
Karl Gerfried Müller ist verheiratet und Vater von drei Kinder.